# Mark Umbers
Mark Umbers est un acteur britannique né le 17 juin 1973 à Harrogate en Angleterre.

## Filmographie

### Cinéma
- 1998 : Love Is the Devil : PC Denham
- 2004 : La Séductrice (A Good Woman) de Mike Barker : Robert Windemere
- 2005 : Appelez-moi Kubrick : Piers
- 2005 : The Foolish Things : Douglas Middleton
- 2007 : Le Rêve de Cassandre : Eisley
- 2008 : Che : George Roth
- 2017 : Le Roi Arthur : La Légende d'Excalibur : un baron

### Télévision
- 1997 : The Student Prince : Elliot
- 1998 : Affaires non classées : un étudiant (2 épisodes)
- 1998 : Berkeley Square : Sidney Chambers (1 épisode)
- 1998 : Casualty : Nick Worthington (2 épisodes)
- 1999 : The Bill : David Webster (1 épisode)
- 2000 : Le Grain de sable : Simon
- 2000 : The Scarlet Pimpernel : Lord Sidney (1 épisode)
- 2001 : Masterpiece Theatre : Solanio (1 épisode)
- 2003 : Foyle's War : Rex Talbot (1 épisode)
- 2004-2008 : Inspecteur Barnaby : Harry Fitzroy et Neville Williams (2 épisodes)
- 2005 : Princes in the Tower : Perkin Warbeck
- 2006 : Le Trésor de Barbe-Noire : Lieutenant Robert Maynard (3 épisodes)
- 2007 : Heartbeat : Jimbo Brady (1 épisode)
- 2008 : Harley Street : James Davison (1 épisode)
- 2009 : Mistresses : Dan Tate (6 épisodes)
- 2009 : The Turn of the Screw : Maître
- 2012 : Eternal Law : Major John Parker (2 épisodes)
- 2015-2016 : Home Fires : Nick Lucas (11 épisodes)
- 2018 : Collateral (mini-série, 4 épisodes) : Robert Walsh (2 épisodes)
- 2022 : Hotel Portofino (mini-série, 6 épisodes) : Cecil Ainsworth (6 épisodes)

### Scène
- 2013 : Merrily We Roll Along : Franklin Shepard
- 2016 : She Loves Me : Georg